# Vega de Valcarce
Vega de Valcarce (A Veiga de Valcarce em galego) é um município da Espanha na província de León, comunidade autónoma de Castela e Leão, de área 69,38 quilômetros quadrados com população de 805 habitantes (2004) e densidade populacional de 11,60 hab/km². É um dos municípios do Bierzo onde se fala galego. A origem toponímica do seu nome pode derivar da sua orografia, um vale fundo e encaixado entre montanhas pelo que que corre o rio Valcarce de Oeste a Leste, e pelo qual entra o antigo caminho de peregrinação a Santiago de Compostela, também caminho principal de comunicação entre a Galiza Norte e o interior espanhol, caminho ou calix, daí o vale do calix (confronte-se com a palavra galega calce, leito do rio, e as asturianas ou leonesas cálcer, canal).

## Demografia
| Variação demográfica do município entre 1991 e 2004 | Variação demográfica do município entre 1991 e 2004 | Variação demográfica do município entre 1991 e 2004 | Variação demográfica do município entre 1991 e 2004 |
| --------------------------------------------------- | --------------------------------------------------- | --------------------------------------------------- | --------------------------------------------------- |
| 1991                                                | 1996                                                | 2001                                                | 2004                                                |
| 1192                                                | 998                                                 | 844                                                 | 805                                                 |